# Su turno
Su turno va ser un programa de televisió, emès per La 1 de TVE, entre 1981 i 1983.

## Format
Presentat pel periodista Jesús Hermida, el programa, emès en la nit dels diumenges, seleccionava un tema de debat, sobre el que s'enfrontaven dues posicions oposades, encarnades en sis tertulians (tres per cadascuna de les dues postures contràries) diferents cada setmana.
Es van tractar temes d'actualitat social com la joventut, la infidelitat o el destapi.
Els tertulians eren seleccionats tant entre especialistes del tema que es debatés com a rostres populars per al públic (actors, cantants, presentadors de televisió). Entre els personatges que van acudir al programa cal esmentar Javier Solana, Francisco Umbral, Lina Morgan, Concha Velasco, Mari Cruz Soriano o María Asquerino.

## Premis
- TP d'Or 1982 al millor presentador (Jesús Hermida)